# Agonopterix

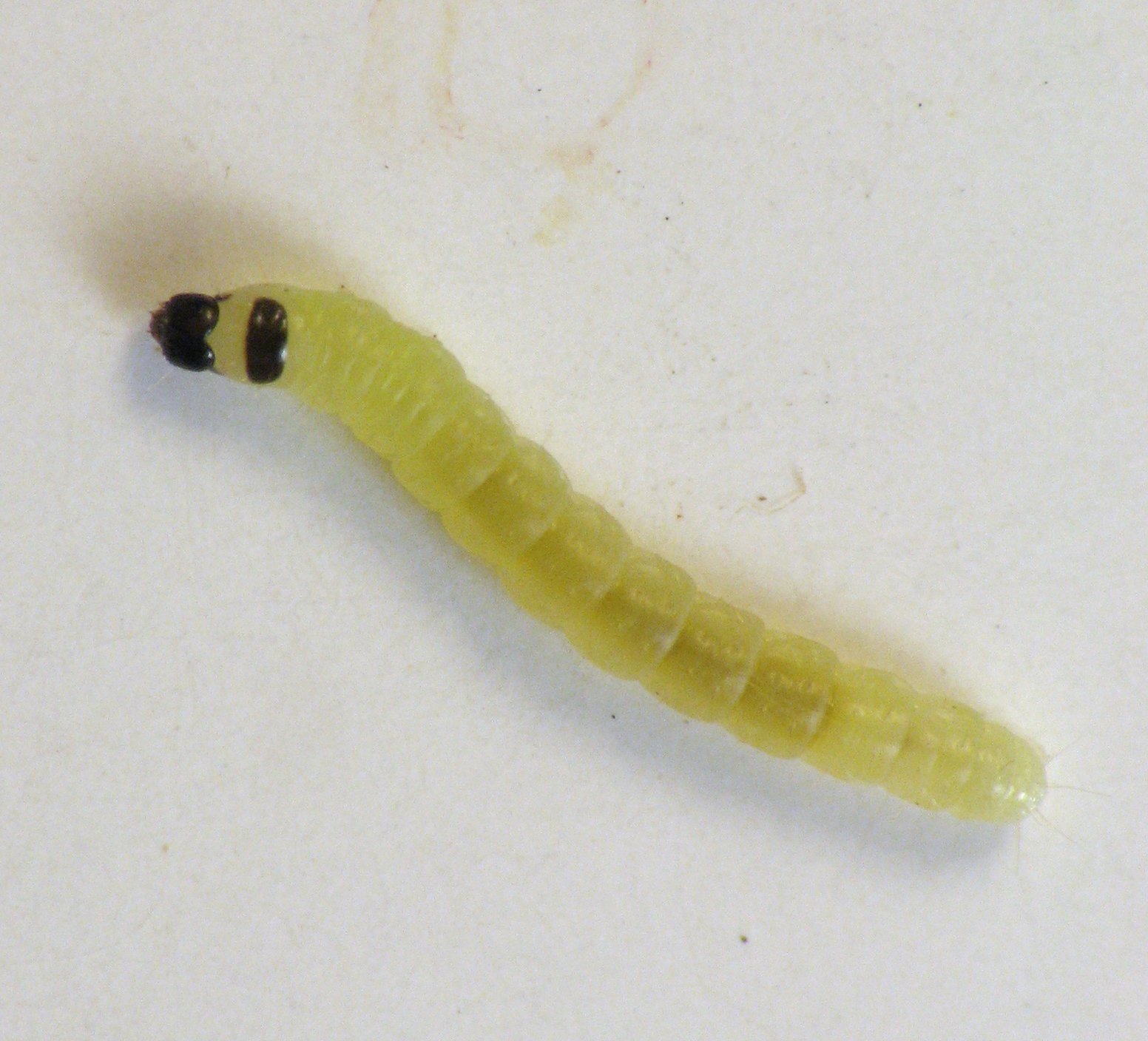
Omidă de A. senicionella

Agonopterix este un gen de molii din superfamilia Gelechioidea. Acesta este clasificat în familia Depressariidae, care a fost de multe ori – în special în tratatele mai vechi – considerat o subfamilie a Oecophoridae sau inclusă în Elachistidae.

## Specii
- Agonopterix abditella Hannemann, 1959
- Agonopterix abjectella Christoph, 1882
- Agonopterix acuta Stringer, 1930
- Agonopterix acutivalvula S.X. Wang, 2007
- Agonopterix adspersella Kollar, 1832
- Agonopterix agyrella Rebel, 1917
- Agonopterix alpigena Frey, 1870
- Agonopterix alstromeriana Clerck, 1759
- Agonopterix amissella Busck, 1908
- Agonopterix amyrisella Busck, 1900
- Agonopterix angelicella Hubner, 1813
- Agonopterix antennariella Clarke, 1941
- Agonopterix anticella Erschoff, [1877]
- Agonopterix aperta Hannemann, 1959
- Agonopterix archangelicella Caradja, 1920
- Agonopterix arctica Strand, 1902
- Agonopterix arenella Denis & Schiffermuller, 1775
- Agonopterix argillacea Walsingham, 1881
- Agonopterix arnicella Walsingham, 1881
- Agonopterix aspersella Constant, 1888
- Agonopterix assimilella Treitschke, 1832
- Agonopterix astrantiae Heinemann, 1870
- Agonopterix atomella Denis & Schiffermuller, 1775
- Agonopterix atrodorsella Clemens, 1863
- Agonopterix babaella Amsel, 1972
- Agonopterix bakriella Amsel, 1958
- Agonopterix baleni Zeller, 1877
- Agonopterix banatica Georgescu, 1965
- Agonopterix bipunctifera Matsumura, 1931
- Agonopterix bipunctosa Curtis, 1850
- Agonopterix broennoeensis Strand, 1920
- Agonopterix budashkini Lvovsky, 1998
- Agonopterix burmana Lvovsky, 1998
- Agonopterix cachritis Staudinger, 1859
- Agonopterix cadurciella Chretien, 1914
- Agonopterix cajonensis Clarke, 1941
- Agonopterix canadensis Busck, 1902
- Agonopterix canuflavella Hannemann, 1953
- Agonopterix capreolella Zeller, 1839
- Agonopterix carduella Hubner, 1817
- Agonopterix caucasiella Karsholt et al., 2006
- Agonopterix cervariella Constant, 1884
- Agonopterix chaetosoma Clarke, 1962
- Agonopterix chironiella Constant, 1893
- Agonopterix chrautis Hodges, 1974
- Agonopterix ciliella Stainton, 1849
- Agonopterix cinerariae Walsingham, 1908
- Agonopterix clarkei Keifer, 1936
- Agonopterix clemensella Chambers, 1876
- Agonopterix cluniana Huemer & Lvovsky, 2000
- Agonopterix cnicella Treitschke, 1832
- Agonopterix coenosella Zerny, 1940
- Agonopterix comitella Lederer, 1855
- Agonopterix communis Meyrick, 1920
- Agonopterix compacta Meyrick, 1914
- Agonopterix conterminella Zeller, 1839
- Agonopterix costaemaculella Christoph, 1882
- Agonopterix costimacula Clarke, 1941
- Agonopterix crassiventrella Rebel, 1891
- Agonopterix cratia Hodges, 1974
- Agonopterix crypsicosma Meyrick, 1920
- Agonopterix cuillerella Amsel, 1972
- Agonopterix curvilineella Beutenmüller, 1889
- Agonopterix curvipunctosa Haworth, 1811
- Agonopterix cyclas Meyrick, 1910
- Agonopterix cynarivora Meyrick, 1932
- Agonopterix cyrniella Rebel, 1929
- Agonopterix dammersi Clarke, 1947
- Agonopterix demissella Hannemann, 1958
- Agonopterix deliciosella Turati, 1924
- Agonopterix deltopa Meyrick, 1935
- Agonopterix dideganella Amsel, 1972
- Agonopterix dierli Lvovsky, 2011
- Agonopterix dilatata S.X. Wang, 2007
- Agonopterix dimorphella Clarke, 1941
- Agonopterix divergella Caradja, 1920
- Agonopterix doronicella Wocke, 1849
- Agonopterix dryocrates Meyrick, 1921
- Agonopterix dubatolovi Lvovsky, 1995
- Agonopterix dumitrescui Georgescu, 1965
- Agonopterix echinopella Chrétien, 1907
- Agonopterix elbursella Hannemann, 1976
- Agonopterix encentra Meyrick, 1914
- Agonopterix epichersa Meyrick, 1914
- Agonopterix erythrella Snellen, 1884
- Agonopterix eupatoriiella Chambers, 1878
- Agonopterix exquisitella Caradja, 1920
- Agonopterix farsensis Hannemann, 1958
- Agonopterix ferocella Chretien, 1910
- Agonopterix ferulae Zeller, 1847
- Agonopterix flavicomella Engel, 1907
- Agonopterix flurii Sonderegger, 2013
- Agonopterix fruticosella Walsingham, 1903
- Agonopterix furvella Treitschke, 1832
- Agonopterix fusciterminella Clarke, 1941
- Agonopterix fuscovenella Rebel, 1917
- Agonopterix galbella Hannemann, 1959
- Agonopterix gelidella Busck, 1908
- Agonopterix glabrella Turati, 1921
- Agonopterix glyphidopa Meyrick, 1828
- Agonopterix goughi Bradley, 1958
- Agonopterix graecella Hannemann, 1976
- Agonopterix grammatopa Meyrick, 1920
- Agonopterix hamriella Chrétien, 1922
- Agonopterix heracliana Linnaeus, 1758
- Agonopterix hesphoea Hodges, 1975
- Agonopterix hippomarathri Nickerl, 1864
- Agonopterix hoenei Lvovsky & S.X. Wang, 2011
- Agonopterix homogenes Meyrick, 1920
- Agonopterix hyperella Ely, 1910
- Agonopterix hypericella Hubner, 1817
- Agonopterix iharai Fujisawa, 1985
- Agonopterix iliensis Rebel, 1936
- Agonopterix inoxiella Hannemann, 1959
- Agonopterix intersecta Filipjev, 1929
- Agonopterix invenustella Hannemann, 1953
- Agonopterix irrorata Staudinger, 1870
- Agonopterix issikii Clarke, 1962
- Agonopterix japonica Saito, 1980
- Agonopterix jezonica Matsumura, 1931
- Agonopterix kaekeritziana Linnaeus, 1767
- Agonopterix kisojiana Fujisawa, 1985
- Agonopterix kuznetzovi Lvovsky, 1983
- Agonopterix lacteella Caradja, 1920
- Agonopterix laterella Denis & Schiffermuller, 1775
- Agonopterix latipalpella Barnes & Busck, 1920
- Agonopterix latipennella Zerny, 1934
- Agonopterix lecontella Clemens, 1860
- Agonopterix leptopa Diakonoff, 1952
- Agonopterix leucadensis Rebel, 1932
- Agonopterix liesella Viette, 1987
- Agonopterix ligusticella Chretien, 1908
- Agonopterix likiangella Lvovsky & S.X. Wang, 2011
- Agonopterix liturosa Haworth, 1811
- Agonopterix l-nigrum Matsumura, 1931
- Agonopterix lythrella Walsingham, 1889
- Agonopterix malaisei Diakonoff, 1952
- Agonopterix melanarcha Meyrick, 1913
- Agonopterix melancholica Rebel, 1917
- Agonopterix mendesi Corley, 2002
- Agonopterix metamelopa Meyrick, 1931
- Agonopterix mikkolai Lvovsky, 2011
- Agonopterix mikomoensis Fujisawa, 1985
- Agonopterix miyanella Amsel, 1972
- Agonopterix monotona Caradja, 1927
- Agonopterix multiplicella Erschoff, 1877
- Agonopterix muricolorella Busck, 1902
- Agonopterix mutatella Hannemann, 1989
- Agonopterix mutuurai Saito, 1980
- Agonopterix nanatella Stainton, 1849
- Agonopterix nebulosa Zeller, 1873
- Agonopterix neoxesta Meyrick, 1918
- Agonopterix nervosa Haworth, 1811
- Agonopterix nigrinotella Busck, 1908
- Agonopterix nodiflorella Milliere, 1866
- Agonopterix nubiferella Walsingham, 1881
- Agonopterix nyctalopis Meyrick, 1930
- Agonopterix occaecata Meyrick, 1922
- Agonopterix ocellana Fabricius, 1775
- Agonopterix ochrocephala Saito, 1980
- Agonopterix oinochroa Turati, 1879
- Agonopterix omelkoi Lvovsky, 1985
- Agonopterix ordubadensis Hannemann, 1959
- Agonopterix oregonensis Clarke, 1941
- Agonopterix orientalis S.X. Wang, 2007
- Agonopterix pallidior Stringer, 1930
- Agonopterix pallorella Zeller, 1839
- Agonopterix panjaoella Amsel, 1972
- Agonopterix parilella Treitschke, 1835
- Agonopterix parinkini Lvovsky, 2011
- Agonopterix paulae Harrison, 2005
- Agonopterix pavida Meyrick, 1913
- Agonopterix perezi Walsingham, 1908
- Agonopterix pergandeella Busck, 1908
- Agonopterix perstrigella Chretien, 1925
- Agonopterix petasitis Standfuss, 1851
- Agonopterix petraea Meyrick, 1910
- Agonopterix phaeocausta Meyrick, 1934
- Agonopterix posticella Walsingham, 1881
- Agonopterix probella Hannemann, 1953
- Agonopterix propinquella Treitschke, 1835
- Agonopterix pseudorutana Turati, 1934
- Agonopterix psoraliella Walsingham, 1881
- Agonopterix pteleae Barnes & Busck, 1920
- Agonopterix pullella Hannemann, 1971
- Agonopterix pulvipennella Clemens, 1864
- Agonopterix pupillana Wocke, 1887
- Agonopterix purpurea Haworth, 1811
- Agonopterix putridella Denis & Schiffermuller, 1775
- Agonopterix quadripunctata Wocke, 1857
- Agonopterix ramosella Stainton, 1867
- Agonopterix remota Meyrick, 1921
- Agonopterix rhododrosa Meyrick, 1934
- Agonopterix rhodogastra Meyrick, 1935
- Agonopterix rimulella Caradja, 1920
- Agonopterix robiniella Packard, 1869
- Agonopterix rosaciliella Busck, 1904
- Agonopterix roseocaudella Stringer, 1930
- Agonopterix rotundella Douglas, 1846
- Agonopterix rubristricta Walsingham, 1912
- Agonopterix rubrovittella Caradja, 1926
- Agonopterix rutana Fabricius, 1794
- Agonopterix sabulella Walsingham, 1881
- Agonopterix salangella Amsel, 1972
- Agonopterix sanguinella Busck, 1902
- Agonopterix sapporensis Matsumura, 1931
- Agonopterix scopariella Heinemann, 1870
- Agonopterix selini Heinemann, 1870
- Agonopterix senecionis Nickerl, 1864
- Agonopterix seneciovora Fujisawa, 1985
- Agonopterix senicionella Busck, 1902
- Agonopterix septicella Snellen, 1884
- Agonopterix seraphimella Lhomme, 1929
- Agonopterix silerella Stainton, 1865
- Agonopterix socerbi Šumpich, 2012
- Agonopterix squamosa Mann, 1864
- Agonopterix stigmella Moore, 1878
- Agonopterix straminella Staudinger, 1859
- Agonopterix subpropinquella Stainton, 1849
- Agonopterix subumbellana Hannemann, 1959
- Agonopterix sumizome Fujisawa, 1985
- Agonopterix sutschanella Caradja, 1926
- Agonopterix tabghaella Amsel, 1953
- Agonopterix taciturna Meyrick, 1910
- Agonopterix takamukui Matsumura, 1931
- Agonopterix thaiensis Hannemann, 1986
- Agonopterix thapsiella Zeller, 1847
- Agonopterix thelmae Clarke, 1941
- Agonopterix thurneri Rebel, 1941
- Agonopterix tibetana S.X. Wang, 2007
- Agonopterix toega Hodges, 1974
- Agonopterix tolli Hannemann, 1959
- Agonopterix triallactis Meyrick, 1935
- Agonopterix trimenella Walsingham, 1881
- Agonopterix tschorbadjiewi Rebel, 1916
- Agonopterix umbellana Fabricius, 1794
- Agonopterix vasta Amsel, 1935
- Agonopterix vendettella Chretien, 1908
- Agonopterix ventrangulata Lvovsky & S.X. Wang, 2011
- Agonopterix vietnamella Lvovsky, 2013
- Agonopterix walsinghamella Busck, 1902
- Agonopterix xylinopis Caradja, 1931
- Agonopterix yamatoensis Fujisawa, 1985
- Agonopterix yeatiana Fabricius, 1781
- Agonopterix yomogiella Saito, 1980

## Foste specii
- Agonopterix acerbella (Walker, 1864)